# Cronologia da colonização da América

## Pré-história
- Chegada de povos vindos da Ásia através da ponte terrestre então existente entre a Sibéria e o Alaska

## Século X
- 985: os Viquingues noruegueses estabelecem-se na Gronelândia
- 1000: Leif Eriksson descobre a América a partir da Gronelândia, e chama-lhe Vinlândia. Os Viquingues fundam um pequeno povoado em L'Anse aux Meadows, no norte na Terra Nova, que é abandonado dentro de poucos anos

## Século XV

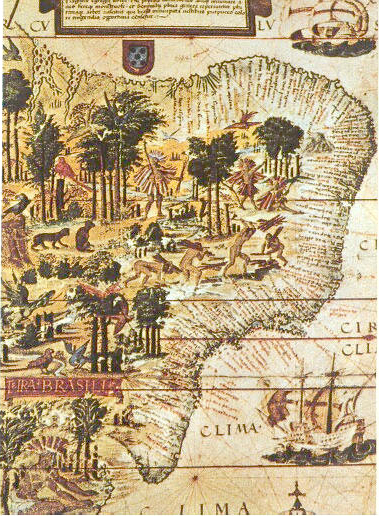
Detalhe do mapa "Terra Brasilis" (Atlas Miller, 1519), actualmente na Biblioteca Nacional de França.

- 1492: Chegada de Cristóvão Colombo à América (Caraíbas)
- 1494: É assinado o Tratado de Tordesilhas: o mundo é dividido em duas áreas de exploração: a portuguesa e a espanhola.
- 1499: em dezembro Vicente Yáñez Pinzón veleja de Palos, passa pelo arquipélago de Cabo Verde e em 13 de janeiro de 1500 avista as proximidades da ponta depois chamada Mucuripe, no Ceará (Brasil), de onde sua esquadra costeia rumo noroeste até alcançar o delta amazônico que Pinzón parcialmente reconheceu. Foi ultrapassado por outro nauta castelhano, Diego de Lepe, que talvez teve prioridade no reconhecimento da costa entre o atual cabo do Norte e o rio hoje chamado Oiapoque. [1]
- 1500: a grande esquadra da segunda armada da Índia, chefiada por Pedro Álvares Cabral avista o território do Brasil e em 22 de abril chega à Bahia e desembarca em Porto Seguro.

## Século XVI
- 1524: o navegador italiano Giovanni da Verrazano, numa viagem de exploração da costa norte-americana ao serviço ao Rei de França, desembarca na actual ilha de Staten, hoje bairro de Nova Iorque
- 1534: Inicia-se a colonização do Brasil com a criação das primeiras capitanias hereditárias
- 1579: Francis Drake chega à Califórnia e proclama aquela região “da Coroa”, chamando-lhe “Nova Albion” ("Nova Inglaterra")
- 1583: Humphrey Gilbert chega à Terra Nova e declara-a colónia inglesa
- 1587: Sir Walter Raleigh organiza a colónia da Virgínia

## Século XVII

Mapa da Nova França, por Samuel de Champlain

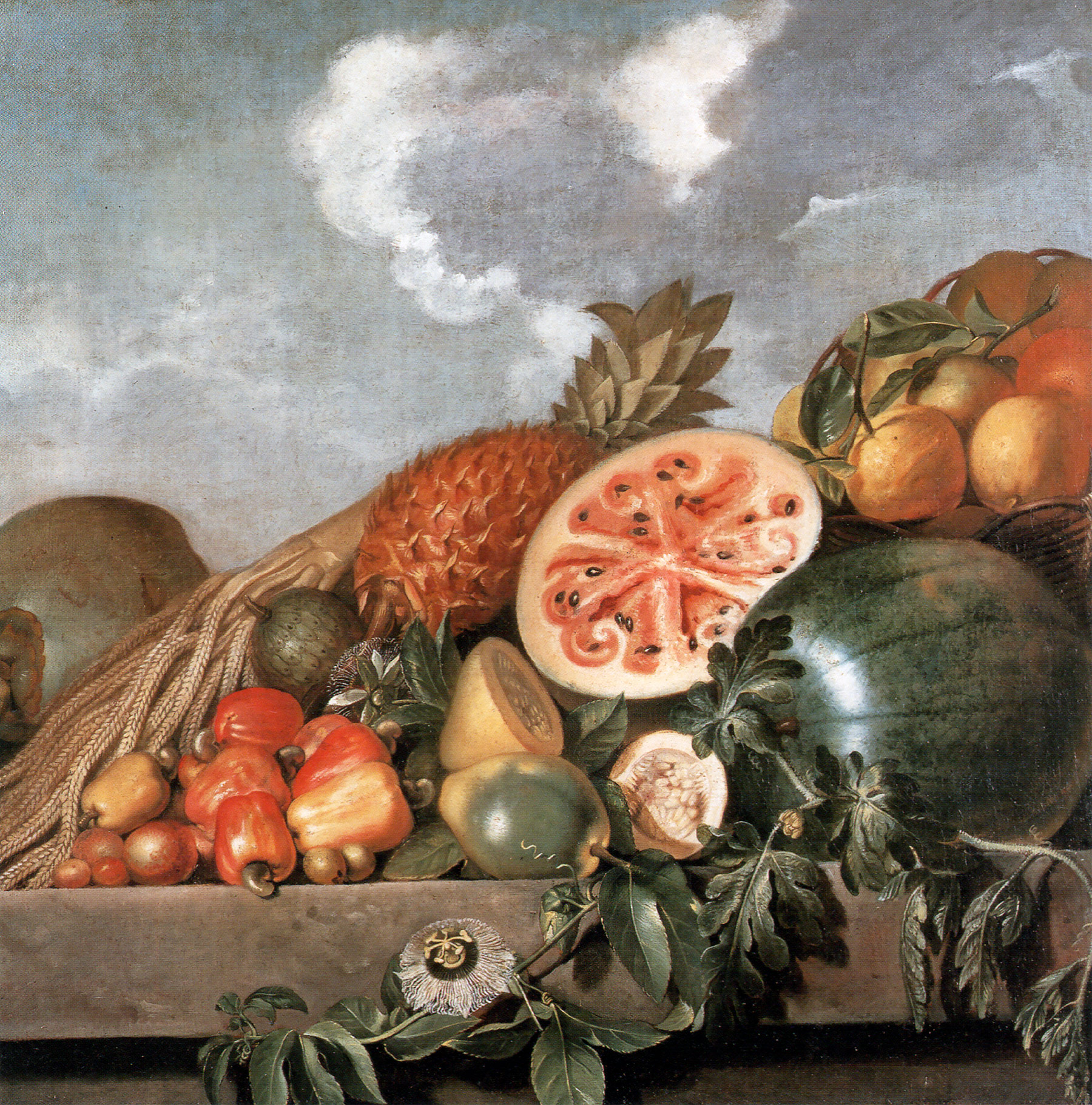
Frutos do Brasil, de Albert Eckhout (séc. XVII)

- 1605: Os franceses fundam Port Royal (actualmente Annapolis, Nova Escócia), na colónia da Acádia
- 1607: Fundação de Jamestown, na Virgínia, a primeira colónia inglesa a sobreviver até hoje
- 1608: Samuel de Champlain funda Quebec, que passa a ser a capital da enorme, mas pouco povoada, colónia de Nova França (também chamada “Canada”)
- 1609: o explorador inglês Henry Hudson, ao serviço da Companhia Holandesa das Índias Ocidentais, tentou uma passagem para as “Índias” pelo noroeste e acabou descobrindo regiões da América do Norte, dando o seu nome ao Rio Hudson e à Baía de Hudson e proclamando as terras circundantes propriedade daquela companhia majestática.
- 1615: Os holandeses fundam a sua primeira colónia em Fort Nassau, perto da actual cidade de Albany, capital do estado de Nova Iorque.
- 1620: Os holandeses ocupam a ilha de Sint Maarten, nas Caraíbas.
- 1624: Os franceses ocupam o território onde é hoje a Guiana Francesa
- 1624: Os holandeses fundam a cidade de Nova Amsterdã, atual Nova Iorque.
- 1627: Os franceses fundam uma colónia em Saint Kitts
- 1633: Colonização de Bonaire pelos holandeses.
- 1634: É formada em França a “Compagnie des Îles de l'Amérique”
- 1634: Colonização de Curaçao pelos holandeses.
- 1635: Fundação das colónias de Guadeloupe e Martinica pela Compagnie des Îles de l'Amérique
- 1635: Colonização de Sint Eustatius pelos holandeses.
- 1636: Colonização de Aruba pelos holandeses.
- 1640: Colonização de Saba pelos holandeses.
- 1650: Fundação da colónia de Santa Lúcia pela Compagnie des Îles de l'Amérique.
- 1664: tropas inglesas sob comando do Duque de York (que se tornou Jaime II de Inglaterra) atacaram Nova Holanda e mudaram o nome de Nova Amsterdão para Nova Iorque.

## Século XVIII

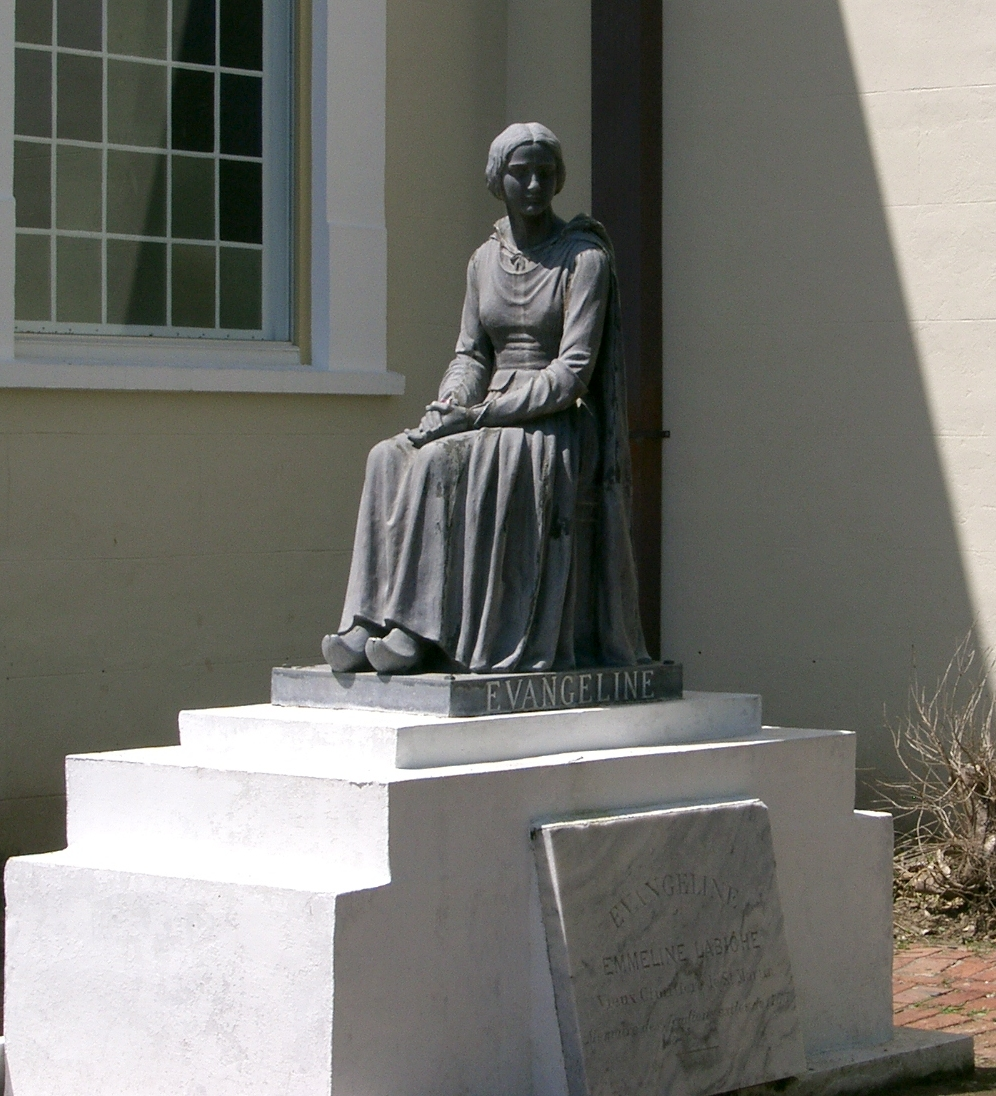
Estátua de Evangeline, heroína ficticia da deportação dos Acadianos, em St. Martinville, Louisiana

- 1755 - tem início a deportação dos Acadianos, por ordem do coronel Charles Lawrence, governador da província da Nova Escócia
- 1755 (3 de Março) - criada por Carta Régia a Capitania de São José do Rio Negro, com sede em Mariuá (actual Barcelos)

## Século XIX

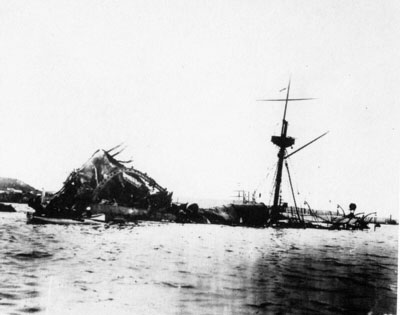
Naufrágio do USS Maine, afundado no porto de Havana, acto que deu início à Guerra Hispano-Americana

- 1865 (27 de Julho) - o navio Mimosa desembarca com 153 colonos galeses, dando assim início à colónia galesa na Argentina
- 1898 - a Guerra Hispano-Americana tem como resultado a transferência de controle das colónias espanholas de Cuba e Porto Rico para os Estados Unidos

## Século XX
1902 - na sequência das viagens do explorador Otto Sverdrup, a Noruega proclama a posse das Ilhas Sverdrup (actualmente nas Ilhas da Rainha Elizabeth, província de Nunavut); o Canadá contesta essa possessão, e o caso arrasta-se até a Noruega desistir da sua pretensão em 1930.